# Pas (dans)

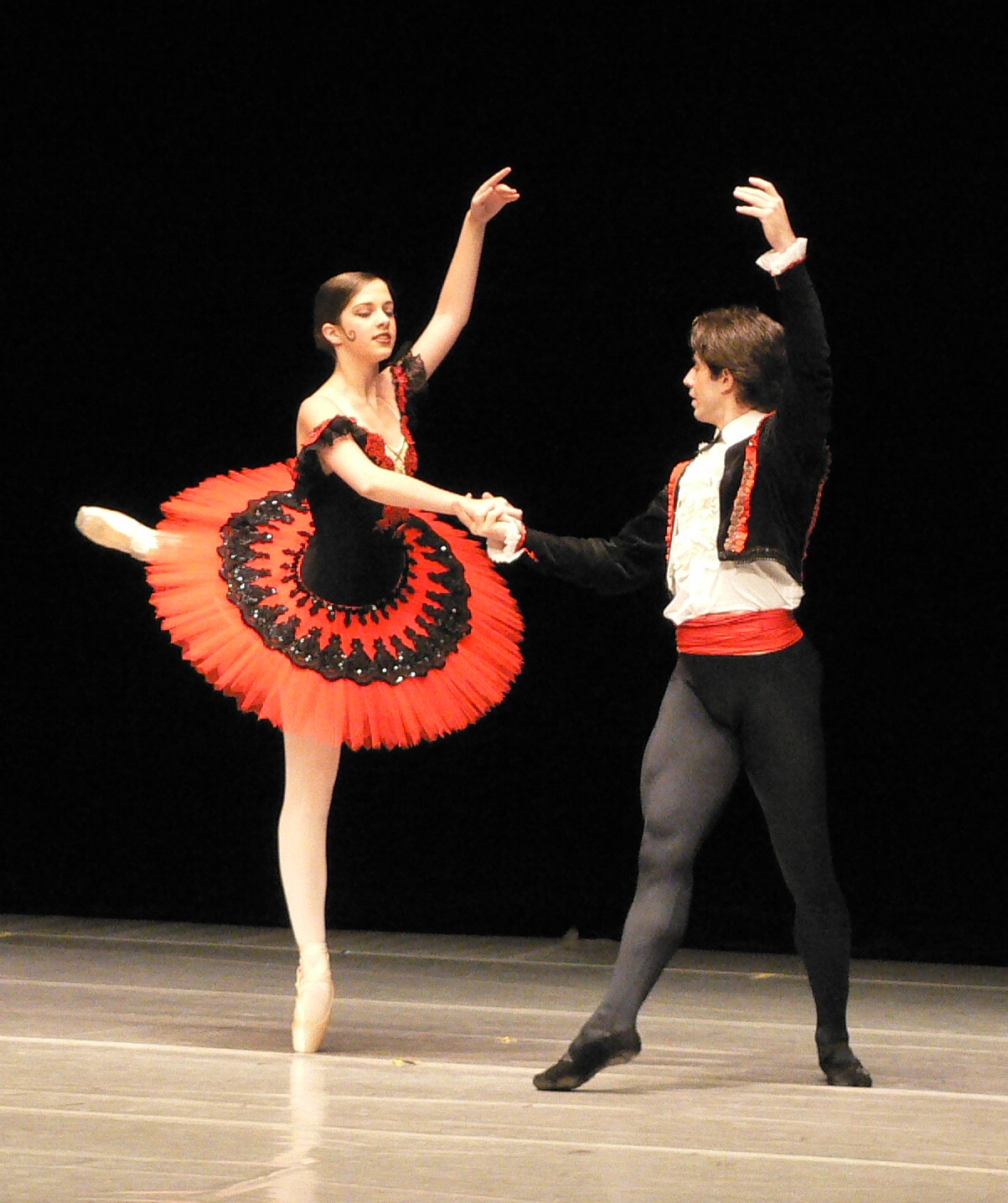
Pas de deux ur Don Quijote.

Pas, franska för steg. Inom akademisk dans grundordet för sammansatta betydelser, inte bara för danssteg, utan även för danssekvenser eller scener inom baletten.

## Exempel
- Pas de deux, dans för två solister
- Pas de quatre, kvartettdans
- Pas caractère, karaktärsdans
- Pas d'action, dramatisk eller pantomimisk danssekvens